# 王存善
王存善（1849年—1916年），字子展，浙江杭州人，清末政府官員、藏書家，諸生出身。

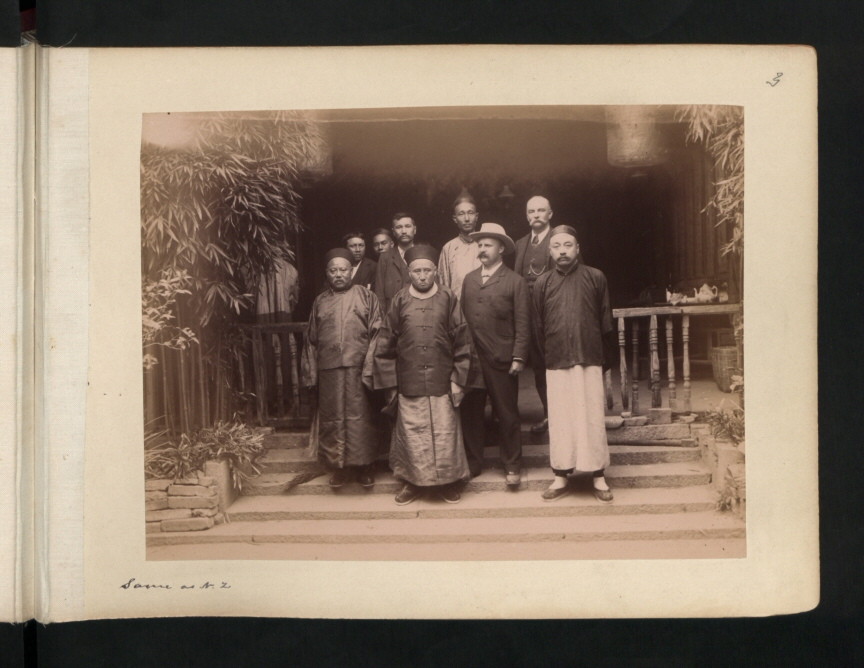
王存善（右一）和駱克（右二）合照

## 生平

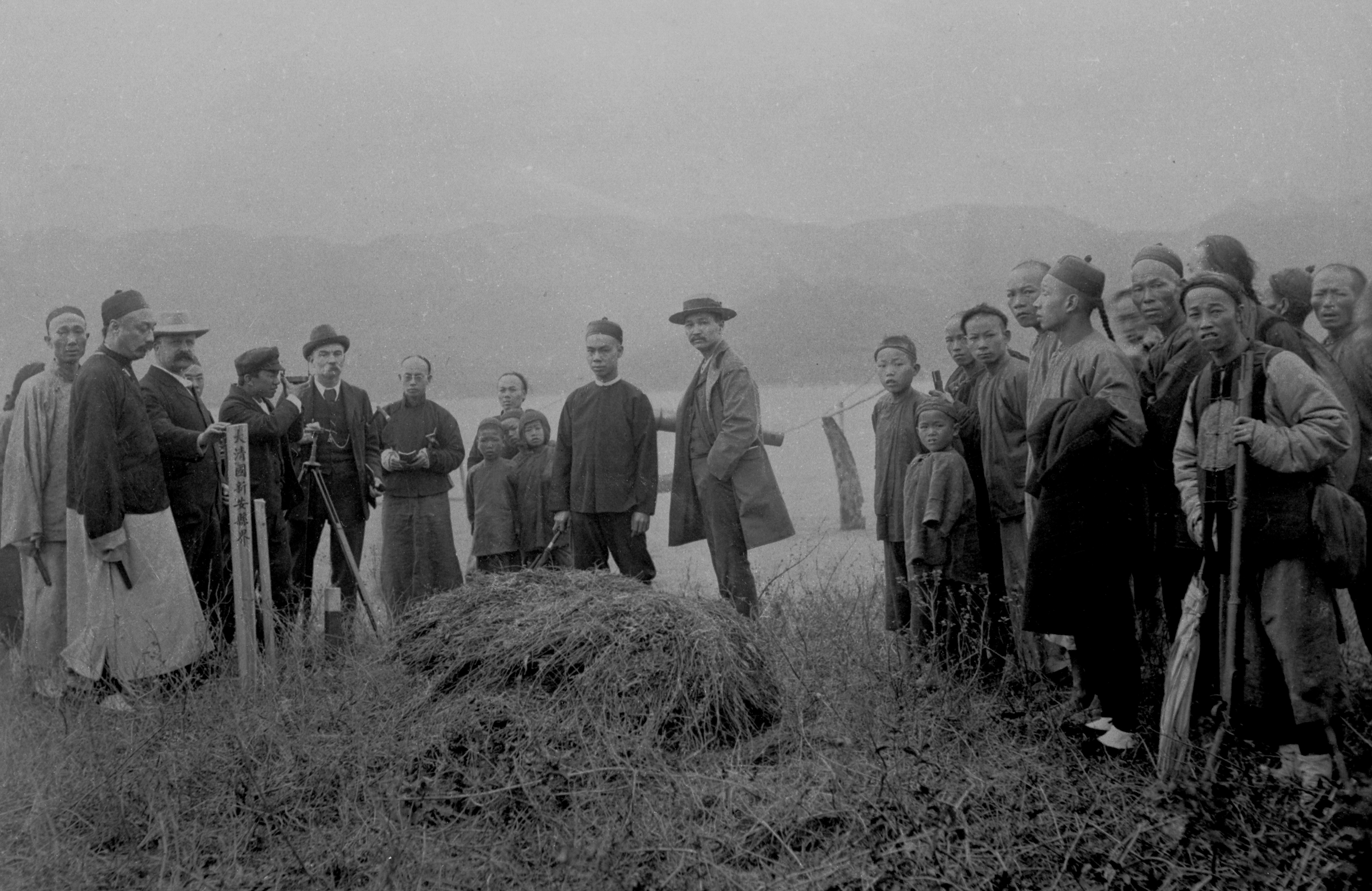
1899年王存善（左二）與駱克（左三）在新界勘界

光绪十五年（1889年），擔任清朝廣州府南海縣知縣。后由危德連接任。王存善是著名的貪官。他善於理財，他擔任海口厘金局總辦期間，利用職務之便，獲得數百萬資產，大量購買房產，被稱為「王半城」。1899年3月，廣東補用道王存善被兩廣總督譚鍾麟委派到香港，與香港輔政司駱克一同勘探新界。1899年3月19日，王存善與駱克簽訂《香港英新租界合同》。
1900年移居上海，獲盛宣懷賞識，加入招商局。1907年至1908年任招商局總理。以後歷任郵傳部會辦、總稽核、招商局董事等職。
辛亥革命、宣統退位後，王存善仍然拒絕剪辮，聲稱：「誓吾戴吾髮，以入棺見先人於地下」。

## 編藏
- 《知悔齋存書總目》
- 《知悔齋檢書續目》
- 《寄青霞館奕選》